# 科隆水

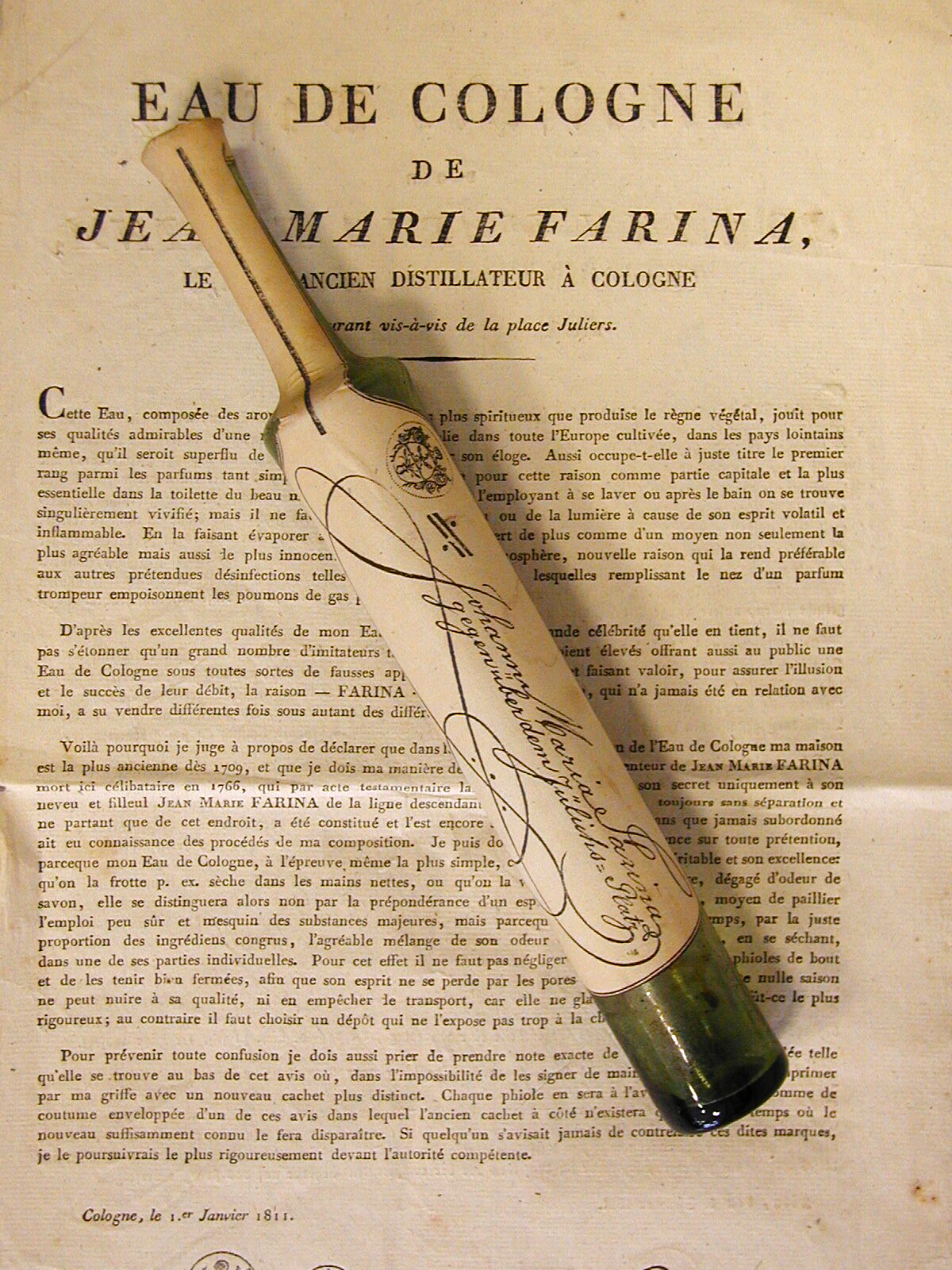
1811年的法麗娜古龍水

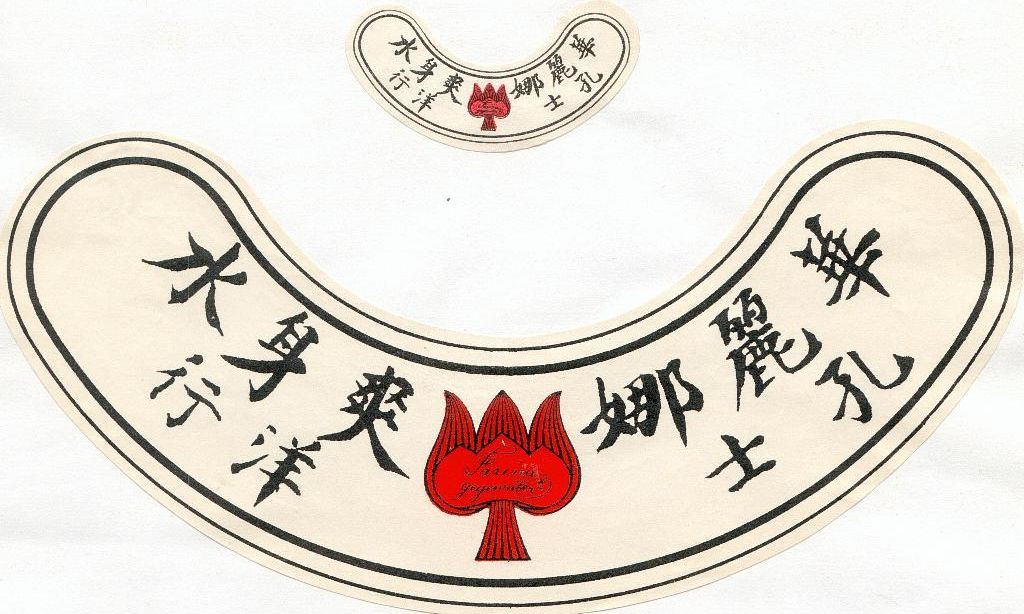
EAU DE COLOGNE LABEL 1930

科隆水，又譯古龍水，舊譯為告郎水（法語：Eau de Cologne），是含有2%到3%精油含量的清淡香水，1709年由意大利人吉欧凡尼·馬利亞·法利納（Giovanni Maria Farina）於德国科隆推出。因廣受歡迎，其他品牌的古龍水也相繼推出。較知名者有以其店鋪招牌命名的4711科隆香水。
由於古龙水甫推出即廣受男士青睞，因此在中文圈經常代指男士專用香水。

## 外部連結
古龍水 (德語) （页面存档备份，存于）